# Бондково-Румункі
Бондково-Румункі (пол. Bądkowo-Rumunki) — село в Польщі, у гміні Брудзень-Дужий Плоцького повіту Мазовецького воєводства.
Населення — 48 осіб (2011).
У 1975-1998 роках село належало до Плоцького воєводства.

## Демографія
Демографічна структура станом на 31 березня 2011 року:
|          | Загалом | Допрацездатний вік | Працездатний вік | Постпрацездатний вік |
| -------- | ------- | ------------------ | ---------------- | -------------------- |
| Чоловіки | 19      | 3                  | 15               | 1                    |
| Жінки    | 29      | 5                  | 17               | 7                    |
| Разом    | 48      | 8                  | 32               | 8                    |